# Волья (приток Сылвицы)
Волья (Большая Волья) (в верховьях Большая Волья) — река в Кушвинском муниципальном округе Свердловской области, приток Сылвицы. Впадает в Сылвицу справа, в 57 км от её устья. Длина реки 13 км. Истоки в лесах на границе Свердловской области и Пермского края, течёт на юг по горному рельефу..

## Данные водного реестра
По данным государственного водного реестра России, река относится к Камскому бассейновому округу, бассейн реки Кама, подбассейн — Кама до Куйбышевского водохранилища (без бассейнов рек Белой и Вятки), водохозяйственный участок реки — Чусовая от в/п пгт. Кын до устья. Код объекта в государственном водном реестре — 10010100712111100011030.